# Salmo 143

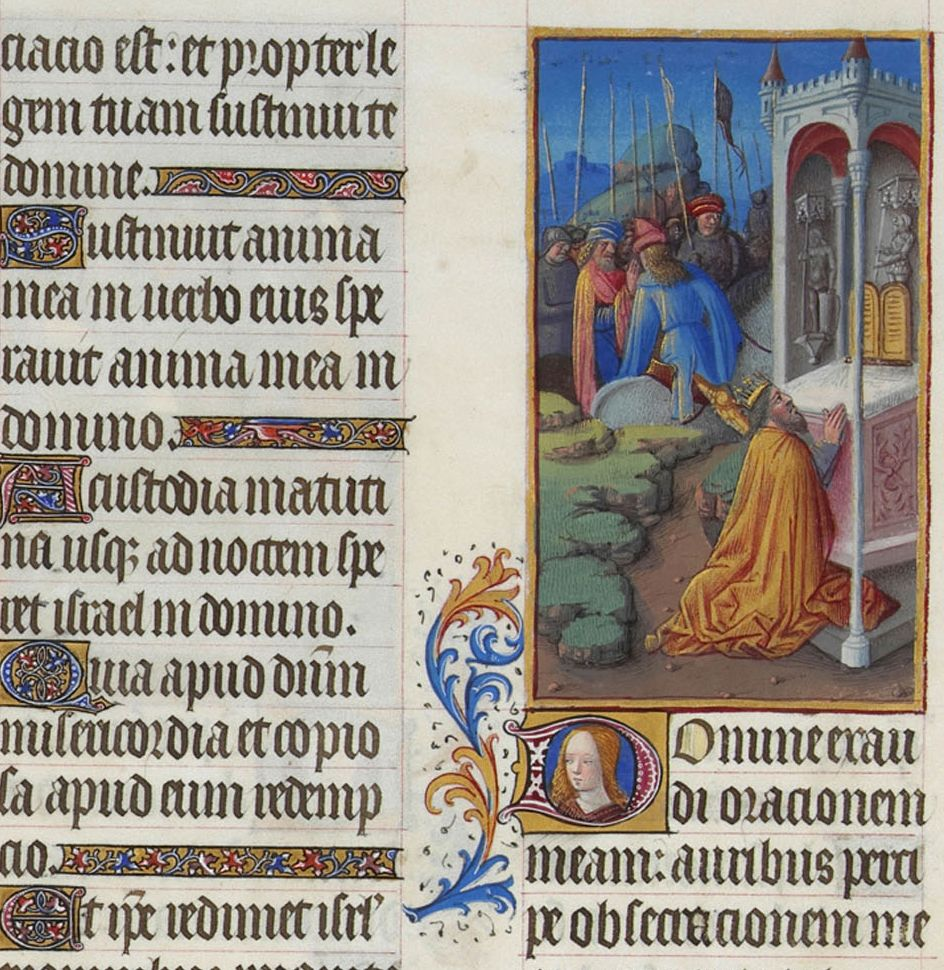
Inicio del salmo en «Les Très Riches Heures du duc de Berry»

El Salmo 143 es el salmo 143 del Libro de los Salmos, que comienza en inglés en la versión King James: «Escucha mi oración, oh Señor». En el sistema de numeración ligeramente diferente utilizado en la versión griega Septuaginta de la Biblia, y en la Vulgata latina, este salmo es el Salmo 142. En latín, se conoce como «Domine exaudi orationem meam». Forma parte de la colección davídica final de salmos, que comprende los salmos 138 a 145, que se atribuyen específicamente a David en sus versículos iniciales. Es uno de los siete Salmos penitenciales. La Nueva Biblia del rey Jacobo lo llama «Una sincera súplica de guía y liberación». El salmo tiene dos secciones iguales, los versículos 1-6 y 7-12, separados por un Selah.
El salmo se utiliza habitualmente en las liturgias judía, católica, luterana, anglicana y otras liturgias protestantes; se ha puesto música.

## Texto
La siguiente tabla muestra el texto en hebreo del Salmo con vocales, junto con el texto en griego koiné de la Septuaginta y la traducción al español de la Biblia del Rey Jacobo. Tenga en cuenta que el significado puede diferir ligeramente entre estas versiones, ya que la Septuaginta y el texto masorético provienen de tradiciones textuales diferentes. En la Septuaginta, este salmo está numerado como Salmo 142.
| #  | Hebreo                                                                 | Español | Griego |
| -- | ---------------------------------------------------------------------- | --- | --- |
| 1  | מִזְמ֗וֹר לְדָ֫וִ֥ד יְהֹוָ֤ה ׀ שְׁמַ֬ע תְּפִלָּתִ֗י הַאֲזִ֥ינָה אֶל־תַּחֲנוּנַ֑י בֶּאֱמֻנָֽתְךָ֥ עֲ֝נֵ֗נִי בְּצִדְקָתֶֽךָ׃       | (Salmo de David.) Escucha mi oración, oh Señor, presta atención a mis súplicas; respóndeme en tu fidelidad y en tu justicia.                                 | Ψαλμὸς τῷ Δαυΐδ, ὅτε αὐτὸν ὁ υἱὸς καταδιώκει. - ΚΥΡΙΕ, εἰσάκουσον τῆς προσευχῆς μου, ἐνώτισαι τὴν δέησίν μου ἐν τῇ ἀληθείᾳ σου, εἰσάκουσόν μου ἐν τῇ δικαιοσύνῃ σου· |
| 2  | וְאַל־תָּב֣וֹא בְ֭מִשְׁפָּט אֶת־עַבְדֶּ֑ךָ כִּ֤י לֹֽא־יִצְדַּ֖ק לְפָנֶ֣יךָ כׇל־חָֽי׃                         | Y no entres en juicio con tu siervo, porque ante ti no se justificará ningún hombre vivo.                                                                    | καὶ μὴ εἰσέλθῃς εἰς κρίσιν μετὰ τοῦ δούλου σου, ὅτι οὐ δικαιωθήσεται ἐνώπιόν σου πᾶς ζῶν.                                                                            |
| 3  | כִּ֥י רָ֘דַ֤ף אוֹיֵ֨ב ׀ נַפְשִׁ֗י דִּכָּ֣א לָ֭אָרֶץ חַיָּתִ֑י הוֹשִׁבַ֥נִי בְ֝מַחֲשַׁכִּ֗ים כְּמֵתֵ֥י עוֹלָֽם׃             | Porque el enemigo ha perseguido mi alma; ha derribado mi vida hasta el suelo; me ha hecho habitar en la oscuridad, como los que llevan mucho tiempo muertos. | ὅτι κατεδίωξεν ὁ ἐχθρὸς τὴν ψυχήν μου, ἐταπείνωσεν εἰς γῆν τὴν ζωήν μου, ἐκάθισέ με ἐν σκοτεινοῖς ὡς νεκροὺς αἰῶνος·                                                 |
| 4  | וַתִּתְעַטֵּ֣ף עָלַ֣י רוּחִ֑י בְּ֝תוֹכִ֗י יִשְׁתּוֹמֵ֥ם לִבִּֽי׃                                      | Por eso mi espíritu se abruma dentro de mí; mi corazón dentro de mí está desolado.                                                                           | καὶ ἠκηδίασεν ἐπ᾿ ἐμὲ τὸ πνεῦμά μου, ἐν ἐμοὶ ἐταράχθη ἡ καρδία μου.                                                                                                  |
| 5  | זָ֘כַ֤רְתִּי יָמִ֨ים ׀ מִקֶּ֗דֶם הָגִ֥יתִי בְכׇל־פׇּעֳלֶ֑ךָ בְּֽמַעֲשֵׂ֖ה יָדֶ֣יךָ אֲשׂוֹחֵֽחַ׃                     | Recuerdo los días antiguos; medito en todas tus obras; reflexiono sobre la obra de tus manos.                                                                | ἐμνήσθην ἡμερῶν ἀρχαίων, ἐμελέθησα ἐν πᾶσι τοῖς ἔργοις σου, ἐν ποιήμασι τῶν χειρῶν σου ἐμελέτων.                                                                     |
| 6  | פֵּרַ֣שְׂתִּי יָדַ֣י אֵלֶ֑יךָ נַפְשִׁ֓י ׀ כְּאֶרֶץ־עֲיֵפָ֖ה לְךָ֣ סֶֽלָה׃                                | Extiendo mis manos hacia ti; mi alma tiene sed de ti, como tierra sedienta. Selah.                                                                           | διεπέτασα πρὸς σὲ τὰς χεῖράς μου, ἡ ψυχή μου ὡς γῆ ἄνυδρός σοι. (διάψαλμα).                                                                                          |
| 7  | מַ֘הֵ֤ר עֲנֵ֨נִי ׀ יְהֹוָה֮ כָּלְתָ֢ה ר֫וּחִ֥י אַל־תַּסְתֵּ֣ר פָּנֶ֣יךָ מִמֶּ֑נִּי וְ֝נִמְשַׁ֗לְתִּי עִם־יֹ֥רְדֵי בֽוֹר׃       | Escúchame pronto, oh Señor, que mi espíritu desfallece; no escondas tu rostro de mí, no sea que sea como los que descienden al abismo.                       | ταχὺ εἰσάκουσόν μου, Κύριε, ἐξέλιπε τὸ πνεῦμά μου· μὴ ἀποστρέψῃς τὸ πρόσωπόν σου ἀπ᾿ ἐμοῦ, καὶ ὁμοιωθήσομαι τοῖς καταβαίνουσιν εἰς λάκκον.                           |
| 8  | הַשְׁמִ֘יעֵ֤נִי בַבֹּ֨קֶר ׀ חַסְדֶּךָ֮ כִּֽי־בְךָ֢ בָ֫טָ֥חְתִּי הוֹדִיעֵ֗נִי דֶּֽרֶךְ־ז֥וּ אֵלֵ֑ךְ כִּי־אֵ֝לֶ֗יךָ נָשָׂ֥אתִי נַפְשִֽׁי׃ | Hazme oír tu misericordia por la mañana, porque en ti confío; enséñame el camino por donde debo andar, porque a ti elevo mi alma.                            | ἀκουστὸν ποίησόν μοι τὸ πρωΐ τὸ ἔλεός σου, ὅτι ἐπὶ σοὶ ἤλπισα· γνώρισόν μοι, Κύριε, ὁδόν, ἐν ᾗ πορεύσομαι, ὅτι πρὸς σὲ ἦρα τὴν ψυχήν μου·                            |
| 9  | הַצִּילֵ֖נִי מֵאֹיְבַ֥י ׀ יְהֹוָ֗ה אֵלֶ֥יךָ כִסִּֽתִי׃                                         | Líbrame, oh Señor, de mis enemigos; huyo a ti para que me escondas.                                                                                          | ἐξελοῦ με ἐκ τῶν ἐχθρῶν μου, Κύριε, ὅτι πρὸς σὲ κατέφυγον. |
| 10 | לַמְּדֵ֤נִי ׀ לַ֥עֲשׂ֣וֹת רְצוֹנֶךָ֮ כִּֽי־אַתָּ֢ה אֱל֫וֹהָ֥י רוּחֲךָ֥ טוֹבָ֑ה תַּ֝נְחֵ֗נִי בְּאֶ֣רֶץ מִישֽׁוֹר׃           | Enséñame a hacer tu voluntad, porque tú eres mi Dios; tu espíritu es bueno; guíame por tierra llana.                                                         | δίδαξόν με τοῦ ποιεῖν τὸ θέλημά σου, ὅτι σὺ εἶ ὁ Θεός μου· τὸ πνεῦμά σου τὸ ἀγαθὸν ὁδηγήσει με ἐν γῇ εὐθείᾳ.                                                         |
| 11 | לְמַעַן־שִׁמְךָ֣ יְהֹוָ֣ה תְּחַיֵּ֑נִי בְּצִדְקָתְךָ֓ ׀ תּוֹצִ֖יא מִצָּרָ֣ה נַפְשִֽׁי׃                          | Apresúrate, oh Señor, por amor de tu nombre; por tu justicia, sácame de la angustia.                                                                         | ἕνεκεν τοῦ ὀνόματός σου, Κύριε, ζήσεις με, ἐν τῇ δικαιοσύνῃ σου ἐξάξεις ἐκ θλίψεως τὴν ψυχήν μου·                                                                    |
| 12 | וּֽבְחַסְדְּךָ֮ תַּצְמִ֢ית אֹ֫יְבָ֥י וְֽ֭הַאֲבַדְתָּ כׇּל־צֹרְרֵ֣י נַפְשִׁ֑י כִּ֝֗י אֲנִ֣י עַבְדֶּֽךָ׃                     | Y con tu misericordia destruye a mis enemigos, y destruye a todos los que afligen mi alma, porque yo soy tu siervo.                                          | καὶ ἐν τῷ ἐλέει σου ἐξολοθρεύσεις τοὺς ἐχθρούς μου καὶ ἀπολεῖς πάντας τοὺς θλίβοντας τὴν ψυχήν μου, ὅτι ἐγὼ δοῦλός σού εἰμι.                                         |

### Versión Reina-Valera
1. Escucha, oh Jehová, mi oración; atiende a mis súplicas; respóndeme en tu verdad, en tu justicia.
2. Y no entres en juicio con tu siervo; porque no se justificará delante de ti ningún ser humano.
3. Porque el enemigo ha perseguido mi alma; ha derribado mi vida hasta la tierra; me ha hecho habitar en tinieblas, como los que han muerto desde hace mucho tiempo.
4. Por eso mi espíritu se agobia dentro de mí; mi corazón dentro de mí está desolado.
5. Recuerdo los días de antaño; medito en todas tus obras; reflexiono sobre la obra de tus manos.
6. Extiendo mis manos hacia ti: mi alma tiene sed de ti, como una tierra sedienta. Selah.
7. Escúchame pronto, oh Señor: mi espíritu desfallece: no escondas tu rostro de mí, no sea que sea como aquellos que descienden al abismo.
8. Hazme oír tu misericordia por la mañana; porque en ti confío: hazme saber el camino por el que debo andar; porque a ti elevo mi alma.
9. Líbrame, oh Señor, de mis enemigos: huyo a ti para esconderme.
10. Enséñame a hacer tu voluntad, porque tú eres mi Dios; tu espíritu es bueno; llévame a la tierra de la rectitud.
11. Vivifícame, oh Señor, por tu nombre; por tu justicia, sácame de la angustia.
12. Y por tu misericordia, destruye a mis enemigos y a todos los que afligen mi alma, porque yo soy tu siervo.

## Comentarios

### De la Iglesia católica

#### A todo el salmo
Este salmo, al igual que el anterior, surge de una situación de profunda angustia: el orante clama a Dios cuando se siente interiormente abatido (cf. Sal 142,4; 143,4). Esta vez, su sufrimiento se intensifica porque, además de estar solo (cf. 142,3), es perseguido y su vida corre peligro (cf. 143,3). En la traducción de los Setenta, posiblemente para subrayar estos elementos, se atribuye el salmo a David en el tiempo en que huía de su hijo Absalón.
La estructura del salmo presenta dos grandes movimientos. En los primeros versículos (1-6), el orante ruega a Dios que escuche su plegaria (vv. 1-2) y le expone su situación de vulnerabilidad (vv. 3-6). En la segunda parte (vv. 7-10), insiste en que Dios le responda, lo libre de sus enemigos y le muestre el camino que debe seguir. La súplica final (vv. 11-12) se apoya en el amor fiel y en el nombre del Señor como fundamentos de esperanza. A lo largo de todo el texto, el salmista se reconoce como siervo de Dios (vv. 2,12) y confía plenamente en su justicia y fidelidad (vv. 1,11). El deseo de ser conducido por el espíritu divino (v. 10) adquiere un sentido más pleno en la oración cristiana, donde se pide a Dios el don del Espíritu Santo. Jesús prometió a sus discípulos que ese Espíritu los guiaría a la verdad total (cf. Jn 16,13), y el apóstol Pablo afirma que los que se dejan conducir por el Espíritu de Dios son hijos suyos.

#### A los versículos 1-6
La relación entre “fidelidad” y “justicia” en el salmo forma un paralelismo que resalta el sentido salvador de la justicia divina, entendida no como castigo, sino como expresión de la lealtad de Dios hacia su pueblo. En cambio, el término “juicio” en el versículo 2 introduce una connotación distinta: remite a un proceso judicial según criterios humanos, donde nadie puede considerarse plenamente inocente ante Dios (cf. Sal 14,3; 51). San Pablo retoma esta idea y afirma que ningún ser humano puede justificarse por sus propias obras, ya que nadie cumple la Ley de forma perfecta (cf. Rom 3,20). Así, la Ley no solo guía la conducta, sino que revela la condición de pecado y la necesidad de acudir a Cristo como redentor.
La súplica del salmista surge desde una situación extrema: se siente perseguido hasta la muerte y atrapado en las “tinieblas”, símbolo del abandono y la cercanía de la muerte. Esta oscuridad no se debe únicamente a la acción de los enemigos, sino también a la percepción de haber sido dejado por Dios a causa de su culpa (vv. 3.7; cf. Lam 3,2.6). En medio de esta angustia (v. 4), el orante recurre a la memoria de las acciones pasadas del Señor. Se observa una progresión en su reflexión: primero “recuerda”, luego “medita” y finalmente “considera” (v. 5). Acompaña esta actitud con un gesto visible de oración, levantando sus manos como señal de necesidad y deseo profundo de Dios.

#### Alos salmos 6-10
La súplica del salmista incluye una petición urgente: que Dios actúe sin demora, en ese momento simbólico de la mañana en el que suele manifestarse su favor (cf. Sal 90,14). Pide ser liberado de sus enemigos (v. 9), pero también —y con mayor profundidad— recibir la gracia de permanecer fiel a la voluntad divina (vv. 8,10). La guía que se implora consiste en ser conducido por el camino justo, descrito como tierra llana (cf. Sal 26,12), una imagen de estabilidad y rectitud.
Esa orientación se atribuye al “espíritu de Dios”, la misma fuerza divina que intervino en la creación del mundo (cf. Gn 1,2) y que asistió al pueblo en el desierto (cf. Neh 9,20). En contraste, el “espíritu” humano —aludido en el versículo 4— carece de fuerza propia para mantenerse firme; solo con la intervención del Espíritu divino es posible seguir el camino del bien.

Rezad conmigo al Señor: doce me facere voluntatem tuam, quia Deus meus es tu (Sal 143,10), enséñame a cumplir tu Voluntad, porque Tú eres mi Dios. En una palabra, que brote de nuestros labios el afán sincero de corresponder, con deseo eficaz, a las invitaciones de nuestro Creador, procurando seguir sus designios con una fe inquebrantable, con el convencimiento de que Él no puede fallar. Amada de este modo la Voluntad divina, entenderemos que el valor de la fe no está sólo en la claridad con que se expone, sino en la resolución para defenderla con las obras: y actuaremos en consecuencia.

## Tema
Es uno de los Salmos penitenciales, una oración para ser liberado de los enemigos del salmista.  Toma la forma de una oración del Rey por la victoria y la paz. Según Agustín de Hipona, este salmo probablemente se escribió durante el período de la rebelión del hijo de David, Absalón.

## Versículo 11
«¡Revívenme, oh Señor, por amor de tu nombre! Por amor de tu justicia, sácame de mi angustia».
El padre Stavros Akrotirianakis señala que en la mayoría de las traducciones al inglés, el versículo 11 dice «en tu justicia, sácame de la angustia», mientras que la lectura en griego es «en tu justicia, sácame de la angustia». Esto afecta a la lectura del versículo 12. «Este versículo pide específicamente a Dios que destruya a aquellos que afligen nuestras almas, no nuestras vidas».  Alexander Kirkpatrick señala que los verbos «revivir» y «traer» deben leerse como declaraciones futuras basadas en la confianza en Dios, en lugar de como imperativos. ref name=kirkp />

## Usos

### Judíos
El versículo 2 se encuentra en la repetición de la Amidá durante el Rosh Hashaná.

### Nuevo Testamento
El versículo 2b se cita en Romanos Romanos 3:20.

### Iglesia católica
En la tradición benedictina, Benito de Nursia seleccionó el salmo que se canta los sábados en el Oficio de Laudes (Capítulo XIII) después del Salmo 51. Varios monasterios aún conservan esta tradición.
El salmo 143 se recita el cuarto jueves de los cuatro ciclos semanales de oraciones litúrgicas en Laudes (Oración de la mañana) en la Liturgia de las Horas, y todos los martes por la noche en Completas (Oración de la noche). Para facilitar la comprensión se le asigna a cada salmo un título en rojo (rúbrica) que no forma parte del salmo.El título del Salmo 143 es Lamentación y súplica ante la angustia.

### Iglesia ortodoxa oriental
Este salmo se lee en cada Orthros, Paraklesis, saludos a la Virgen María y servicio de la Santa Unción.

### Iglesia ortodoxa copta
En el Agpeya, el Libro de Horas de la Iglesia Copta, este salmo se reza en el oficio de Prima

### Libro de Oración Común
En el «Libro de Oración Común» de la Iglesia de Inglaterra, este salmo está destinado a ser leído la tarde del día 29 del mes, así como en Vísperas el Miércoles de Ceniza.

## Arreglos musicales
Heinrich Schütz compuso una paráfrasis métrica del Salmo 143 en alemán, «Herr, mein Gebet erhör in Gnad», SWV 248, para el Salterio Becker, publicado por primera vez en 1628.
Alan Hovhaness puso los versículos 1 y 5 en su obra de 1936 Escucha mi oración, oh Señor. 